# Цвет минералов
Цвет минералов (окраска минералов)  — способность минералов отражать и преломлять свет, создавая определённое ощущение цвета.
Окраска является важным свойством для камней, применяемых в декоративных целях. Кроме того, цвет минерала и цвет черты, вместе с твёрдостью, позволяют быстро идентифицировать многие минералы.

## Природа возникновения цвета минералов
Цвет минералов различен в кристаллах и штуфах, в прозрачных шлифах, в отражённом свете на полированных аншлифах.
Цвет определяется взаимодействием электромагнитного излучения видимого и ультрафиолетового диапазона с электронами атомов в кристалле (Электронный спектр, Зонная теория), а также наличием дефектов кристаллов (вакансий, межузельных атомов и т.п.). Молекулы и ионы, составляющие кристаллы минералов, взаимодействуют с фотонами на электронных уровнях кристалла. Минералы, содержащие ионы трёхвалентного железа, имеют окраску, обусловленную переносом заряда между ионом металла и лигандами, или между разнозарядными ионами металлов (перенос заряда O-Fe3+, Fe2+ и Fe2+ в кордиерите). 
Радиационная окраска возникает под действием ионизирующего излучения и связана с образованием электронно-дырочных центров окраски (например, сине-фиолетовая окраска флюорита, жёлтая окраска кальцита и горного хрусталя). 
Окраска кристаллов с металлической и ковалентной связью (самородные металлы —- золото; сульфиды —- пирит, халькопирит) обусловлена оптическими переходами электронов и возникновением максимумов отражения (пирит, золото) либо формированием фундаментальных полос поглощения (киноварь, куприт).
Ионы переходных металлов (Mn, Fe, Co, Ni, Cr, V, Ti, лантаноиды, актиноиды др.) дают характерную для них окраску (хризолит, малахит, изумруд, сапфир и рубин, родонит).

## Классификация цветов минералов по её происхождению

### Собственный цвет — идиохроматическая окраска
Собственная окраска, связанная с внутренними свойствами минерала, как правило свойствами ионов примесей, внедрившихся в кристаллическую решетку.

### Аллохроматическая окраска, вызванная примесями хромофоров
Аллохроматическая окраска не связана напрямую с природой минерала, и определяется окрашенными примесями — хромофорами (ионами или более крупными частицами). Хромофоры придают интенсивную окраску минералу даже в небольших концентрациях (например, окраска яшмы и агатов). Такая окраска свойственна многим горным породам и минералам. Аллохроматическая окраска может быть вызвана механическими примесями - включениями окрашенных минералов,  пузырьков жидкостей, газов и т.п.

### Псевдохроматическая окраска
Вызывается интерференцией падающего света в прозрачных и полупрозрачных минералах, возникающей при отражении от внутренних поверхностей, трещин спайности (например, иризация лабрадорита — от синего и зелёного до жёлтого и красного; опал, лунный камень, перистерит). Псевдохроматическая возникает при дифракции света и интерференции отражённых лучей, при рассеянии, преломлении или полном внутреннем отражении белого света, связанном с особенностями кристаллического строения минерала. 
Псевдохроматическая окраска нередко возникает при окислении поверхностного слоя кристаллов (побежалость — характерны радужные плёнки на  пирите, халькопирите, ковеллине.

### Цвет черты
Цвет черты — один из старых способов идентификации минералов. Он основан на том, что черта камнем на «бисквите» (неглазурованном фарфоре) для многих минералов имеет очень характерный цвет. Цвет черты часто не соответствует цвету большого агрегата или кристалла, например, пирит даёт зеленовато-чёрную черту.

## Изменение цвета минералов
Цвет драгоценных и поделочных камней — важная характеристика для облицовочных, ювелирных и поделочных камней. 
С давних пор стремились "облагородить" менее ценные камни, сделав их цвет подобным редким минералам. Дымчатый горный хрусталь обжигали, запекая в хлеб, пористые минералы (бирюза) — подкрашивали разными красителями, алмазы — облучали в реакторе, для получения жёлтого цвета, и.т.д.